# Laguna de la Cueva del Tigre
Laguna de la Cueva del Tigre är en sjö i Argentina.   Den ligger i provinsen Santa Fe, i den nordöstra delen av landet, 600 km norr om huvudstaden Buenos Aires. Laguna de la Cueva del Tigre ligger 51 meter över havet. Arean är 30 kvadratkilometer. Den sträcker sig 7,4 kilometer i nord-sydlig riktning, och 10,6 kilometer i öst-västlig riktning.
Runt Laguna de la Cueva del Tigre är det mycket glesbefolkat, med 2 invånare per kvadratkilometer.